# Riksdagen 1630
Riksdagen 1630 ägde rum i Stockholm.
Ständerna sammanträdde den 3 maj 1630. Kungen var inte närvarande, varför denna sammankomst även benämns som utskottsmöte. Adeln valde Johan Pontusson De la Gardie till lantmarskalk.
Riksdagen avslutades den 20 maj 1630.